# Raúl Gómez
Raúl Alberto Gómez (nascido em 3 de abril de 1945) é um ex-ciclista olímpico argentino. Gómez representou sua nação no evento de perseguição por equipes (4.000 m) nos Jogos Olímpicos de Verão de 1972, em Munique.